# Hermes de Filipópolis
Hermes de Filipópolis é um dos Setenta Discípulos. Ele foi um bispo da cidade de Filipópolis, na Trácia, e é citado no Novo Testamento em «Saudai a Asíncrito, a Flegonte, a Hermes, a Pátrobas, a Hermas e aos irmãos que estão com eles.» (Romanos 16:14).
Hermes terminou sua vida como um mártir.

## O Pastor
Segundo Orígenes, ele é o autor do Pastor de Hermas. Segundo a lenda, ele era um homem rico que empobreceu por causa de seus pecados e os de seus filhos. Ele foi então visitado por um anjo, que permaneceu com ele até o fina de sua vida, tempo que ele teria levado para escrever o "Pastor". A obra, amplamente lida durante os primeiros anos da igreja, detalha os ensinamentos que o anjo lhe teria passado, focados na sua contrição: